# Tweestip-orvlinder
De tweestip-orvlinder (Ochropacha duplaris) is een nachtvlinder die behoort tot de eenstaartjes (Drepanidae).

## Beschrijving
De vlinder heeft een voorvleugellengte van 14 tot 18 millimeter. De grondkleur van de vleugel is bruin/grijs. Midden op de vleugel zijn duidelijk twee zwarte stippen te herkennen.

## Waardplant
De waardplanten van de tweestip-orvlinder zijn berk, els en populier. De rups is te vinden van juni tot september. De soort overwintert als pop.

## Voorkomen
De soort komt verspreid over Europa, Noord- en Oost-Azië en Japan voor.

### Voorkomen in Nederland en België
De tweestip-orvlinder is in Nederland en België een gewone soort, die verspreid over het hele gebied voorkomt. De vliegtijd is van eind april tot en met augustus in één jaarlijkse generatie. Bij gunstige jaren is er in september een partiële tweede generatie te zien.